# Georges Mauduit
Georges François Philippe Mauduit (Chambéry, 3 dicembre 1940) è un ex sciatore alpino francese.

## Biografia

### Stagioni 1959-1966
Specialista delle prove tecniche, Georges Mauduit debuttò in campo internazionale in occasione del Grand Prix du Maurienne 1959 (La Toussuire, 5-6 aprile), classificandosi 19º nello slalom gigante; nel 1962 si piazzò 2º nella medesima specialità al Grand Prix du Savoy (Courchevel, 5-7 gennaio) e al Critérium de la première neige (Val-d'Isère, 12-16 dicembre), mentre nel 1963 fu 3º nel primo dei due slalom giganti dell'Internationalen Adelbodner Skitage sulla Chuenisbärgli di Adelboden (6 gennaio) e vinse lo slalom gigante della Coppa Vitranc di Kranjska Gora (2 marzo).
Nelle stagioni seguenti Mauduit si classificò 3º nello slalom gigante del Bud Werner Memorial 1964 (Sugarbowl, 26 aprile), 2º nello slalom speciale della 3-Tre di Madonna di Campiglio e ancora 3º nello slalom gigante del trofeo del Riezlern 1965 (Kleinwalsertal, 6 febbraio), nello slalom speciale della Coppa Vitranc 1965 (Kranjska Gora, 28 febbraio), nello slalom gigante del Critérium de la première neige 1965 (Val-d'Isère, 15 dicembre) e nello slalom gigante di Bad Hindelang del 6 gennaio 1966; sempre nel 1966 si piazzò 2º nello slalom gigante della Coppa Émile Allais (Megève, 28-29 gennaio), 3º in quello degli International American Championships (Stowe, 19 marzo) e vinse quelli della High Sierra Cup (Heavenly Valley, 1º aprile) e di Farellones del 22 luglio. Ai Mondiali di Portillo 1966, sua prima presenza iridata, conquistò la medaglia d'argento nello slalom gigante vinto dal compagno di squadra Guy Périllat, l'unica gara alla quale prese parte.

### Stagioni 1967-1971
In Coppa del Mondo esordì nella gara inaugurale, lo slalom speciale disputato il 5 gennaio 1967 a Berchtesgaden (13º), e il giorno seguente conquistò in slalom gigante la sua unica vittoria di carriera nel circuito, nonché primo podio; successivamente si aggiudicò anche lo slalom gigante e la combinata della Coppa dei Paesi alpini disputata a Badgastein tra il 6 e il 12 febbraio. In Coppa del Mondo al termine di quella stagione risultò 2º nella classifica della Coppa del Mondo di slalom gigante, superato dal vincitore, il suo connazionale Jean-Claude Killy, di 15 punti.
Ai X Giochi olimpici invernali di Grenoble 1968, sua unica presenza olimpica, si classificò 9º nello slalom gigante, l'unica gara alla quale prese parte; nel prosieguo della stagione si piazzò 3º nello slalom gigante e nella combinata del Bud Werner Memorial (Sun Valley, 23-24 marzo). In Coppa del Mondo salì per l'ultima volta sul podio il 20 gennaio 1970 a Kranjska Gora in slalom gigante (3º alle spalle dello svizzero Dumeng Giovanoli e del connazionale Patrick Russel), ottenne gli ultimi punti il 29 gennaio seguente a Madonna di Campiglio nella stessa specialità (8º), l'ultimo piazzamento il 24 gennaio 1971 a Kitzbühel in slalom speciale (13º) e prese per l'ultima volta il via il 30 gennaio seguente a Megève nella medesima specialità, senza completare la gara; chiuse la carriera in occasione delle gare preolimpiche di Sapporo del 7-14 febbraio successivi, dove vinse lo slalom gigante e si classificò 3º nello slalom speciale.

## Palmarès

### Mondiali
- 1 medaglia:
  - 1 argento (slalom gigante a Portillo 1966)

### Classiche
Coppa dei Paesi alpini
- 2 vittorie (slalom gigante, combinata a Badgastein 1967)

Coppa Vitranc
- 1 vittoria (slalom gigante a Kranjska Gora 1963)

### Coppa del Mondo
- Miglior piazzamento in classifica generale: 5º nel 1967
- 7 podi (6 in slalom gigante, 1 in slalom speciale):
  - 1 vittoria (in slalom gigante)
  - 4 secondi posti
  - 2 terzi posti

#### Coppa del Mondo - vittorie
| Data           | Località      | Paese          | Specialità |
| -------------- | ------------- | -------------- | ---------- |
| 6 gennaio 1967 | Berchtesgaden | Germania Ovest | GS         |

Legenda:

GS = slalom gigante

### Campionati francesi
- 6 ori (slalom gigante nel 1963[senza fonte]; slalom speciale[24], combinata nel 1965; discesa libera, slalom gigante, combinata nel 1968)[senza fonte]